# 안동 만우정
만우정(晩愚亭)은 경상북도 안동시 임하면 수곡리에 있는 건축물이다. 1985년 8월 5일 경상북도의 문화재자료 제37호로 지정되었다.

## 개요
조선시대 병조참판을 지낸 유치명(1771∼1861)이 학문을 연구하던 곳으로 철종 6년(1855)에 세운 정자이다.
처음에는 임하면 사의동에 자리잡고 있었으나, 임하댐 수몰로 1988년 이곳으로 옮겨 지었다.
건물 규모는 앞면 3칸·옆면 2칸이며, 지붕은 옆에서 볼 때 여덟 팔(八)자 모양인 팔작지붕이다.
이원조가 쓴 ‘만우정’이라고 쓴 현판이 걸려 있고, 유치명이 스스로 지은 기문이 있다.

## 현판 도난
1988년경(추정) 임하댐 수몰 전 만우정 현판이 도난되었다.

## 참고 자료
- 만우정 - 국가유산청 국가유산포털